# دووخوبروده
دووخوبروده (به لهستانی:  Dołhobrody) یک روستا در لهستان است که در گمینا خاننا واقع شده‌است. دووخوبروده ۹۱۰ نفر جمعیت دارد.